# Selaginella wallichii
Selaginella wallichii là một loài dương xỉ trong họ Selaginellaceae. Loài này được Hook. & Grev. Spring mô tả khoa học đầu tiên năm 1840.